# إدموند أوكونور
إدموند أوكونور (بالإنجليزية: Edmund O'Connor)‏ هو سياسي أمريكي، ولد في نوفمبر 1848، وتوفي في 15 يوليو 1898. حزبياً، نشط في الحزب الجمهوري. وقد انتخب عضو مجلس ولاية نيويورك.